# Выдринское сельское поселение
Се́льское поселе́ние «Вы́дринское» (бур. Халюутын hомон) — муниципальное образование в Кабанском районе Бурятии Российской Федерации.
Административный центр — село Выдрино. Включает 4 населённых пункта.

## География
МО СП «Выдринское» находится на крайнем юго-западе района, гранича на северо-западе по реке Снежной с Слюдянским районом Иркутской области, на юго-западе поперёк долины Снежной — с Закаменским районом, на юге по водоразделу Хамар-Дабана — с Джидинским районом Бурятии, на востоке по реке Выдриной — с МО СП «Танхойское» (западная граница Байкальского заповедника). С севера территория поселения омывается озером Байкал.
Через территорию МО СП «Выдринское» проходят федеральная автомагистраль «Байкал» и Транссибирская магистраль, на которой расположены станция Выдрино и остановочные пункты Речка Выдрино и Толбазиха Восточно-Сибирской железной дороги.

## Население
| 2011  | 2012  | 2013  | 2014  | 2015  | 2016  | 2017  |
| ----- | ----- | ----- | ----- | ----- | ----- | ----- |
| 5197  | ↘5130 | ↘5058 | ↘4970 | ↘4954 | ↘4907 | ↘4846 |
| 2018  | 2019  | 2020  | 2021  | 2023  | 2024  |       |
| ↘4749 | ↘4682 | ↘4635 | ↘3375 | ↘3336 | ↘3282 |       |

## Состав поселения
| № | Населённый пункт | Тип населённого пункта       | Население |
| - | ---------------- | ---------------------------- | --------- |
| 1 | Выдрино          | посёлок станции              | ↗796      |
| 2 | Выдрино          | село, административный центр | 4374      |
| 3 | Речка Выдрино    | посёлок                      | →8        |
| 4 | Толбазиха        | посёлок                      | ↗28       |